# Gonomyia nebulicola
Gonomyia nebulicola är en tvåvingeart som beskrevs av Alexander 1932. Gonomyia nebulicola ingår i släktet Gonomyia och familjen småharkrankar. Inga underarter finns listade i Catalogue of Life.